# Río Dwangwa
El río Dwangwa es un río africano de Malaui, un afluente del lago Nyasa. Fluye por aproximadamente 160 km.
Las nacientes del río se encuentra en el parque nacional Kasungu, en la meseta central de Malaui. Fluye hacia el noreste de la meseta a través de un antiguo valle. La desembocadura del río es un barranco, más recientemente, en el lago. También fluye a través del pantano de Bana.
El río Dwangwa se utiliza tanto para el riego y la generación de energía hidroeléctrica. Se trata de un río de pesca, con crustáceos en el río.